# Список эпизодов телесериала «Трудности ассимиляции»
«Трудности ассимиляции» (англ. Fresh Off the Boat, буквальный перевод — «Только что с корабля») — американский телевизионный ситком, созданный Нахнатчкой Кхан. Премьера шоу состоялась 4 февраля 2015 года на канале ABC. Сериал основан на автобиографии[en] ресторатора Эдди Хуана[en].

## Список эпизодов

### 1 сезон
| № общий | № в сезоне | Название                                                                    | Режиссёр       | Автор сценария                | Дата премьеры   | Произв. код | Зрители в США (млн) |
| ------- | ---------- | --------------------------------------------------------------------------- | -------------- | ----------------------------- | --------------- | ----------- | ------------------- |
| 1       | 1          | «Pilot» «Пилот»                                                             | Линн Шелтон    | Нахнатчка Кхан                | 4 февраля 2015  | 101         | 7.94                |
| 2       | 2          | «Home Sweet Home-school» «Дом милый дом-школа»                              | Макс Уинклер   | Кортни Кенг                   | 4 февраля 2015  | 102         | 7.47                |
| 3       | 3          | «The Shunning» «Бегство»                                                    | Джейк Кэздан   | Нахнатчка Кхан                | 10 февраля 2015 | 103         | 6.05                |
| 4       | 4          | «Success Perm» «Успешная завивка»                                           | Гейл Манкусо   | Рич Бломквист                 | 10 февраля 2015 | 104         | 5.86                |
| 5       | 5          | «Persistent Romeo» «Настойчивый Ромео»                                      | Линн Шелтон    | Санджай Шах                   | 17 февраля 2015 | 105         | 6.17                |
| 6       | 6          | «Fajita Man» «Фахита Человек»                                               | Мэтт Сон       | Мэтт Кун                      | 24 февраля 2015 | 106         | 5.79                |
| 7       | 7          | «Showdown at the Golden Saddle» «Разборки в золотом седле»                  | Линн Шелтон    | Кит Хейслер                   | 3 марта 2015    | 107         | 6.02                |
| 8       | 8          | «Phillip Goldstein» «Филипп Гольдштейн»                                     | Фил Трейлл     | Джефф Чианг & Эрик Зиобровски | 10 марта 2015   | 108         | 5.08                |
| 9       | 9          | «License to Sell» «Лицензия на продажу»                                     | Алиса Статман  | Камилла Блэкетт               | 24 марта 2015   | 109         | 4.92                |
| 10      | 10         | «Blind Spot» «Слепое пятно»                                                 | Клер Скэнлон   | Дэвид Смитман                 | 31 марта 2015   | 110         | 4.83                |
| 11      | 11         | «Very Superstitious» «Очень суеверно»                                       | Алекс Хардкасл | Эли Вонг                      | 7 апреля 2015   | 111         | 4.85                |
| 12      | 12         | «Dribbling Tiger, Bounce Pass Dragon» «Дриблинг тигра, отскок паса Дракона» | Роберт Коэн    | Рич Бломквист                 | 14 апреля 2015  | 112         | 4.76                |
| 13      | 13         | «So Chineez» «И так Чайнез»                                                 | Крис Кох       | Санджай Шах                   | 21 апреля 2015  | 113         | 5.08                |

2 сезон